# Treviglio
Treviglio ist eine italienische Stadtgemeinde (comune) mit 31.074 Einwohnern (Stand 31. Dezember 2023) in der Provinz Bergamo, Region Lombardei. Treviglio besitzt den Ehrentitel einer Stadt (città).

## Geographie
Treviglio liegt in Luftlinie etwa 20 km südwestlich der Provinzhauptstadt Bergamo und 32 km nordöstlich der Metropole Mailand. Zum Gemeindegebiet gehören auch die Fraktionen Battaglie, Castel Cerreto, Geromina und Pezzoli. Die Nachbarorte sind Arcene, Brignano Gera d’Adda, Calvenzano, Caravaggio, Casirate d’Adda, Cassano d’Adda (MI), Castel Rozzone, Fara Gera d’Adda und Pontirolo Nuovo.
Die zentrale Kirche der Stadt ist die Basilika San Martino neben dem Rathaus.

## Wirtschaft
Der Traktorenhersteller SAME betreibt seit der Gründung im Jahr 1942 ein Werk in Treviglio und der Landmaschinenhersteller SDF, der Mutterkonzern von SAME, hat hier seinen Sitz. Daneben haben der Spielwarenhersteller Atlantic und der Fahrradhersteller Bianchi ihren Hauptsitz in Treviglio.

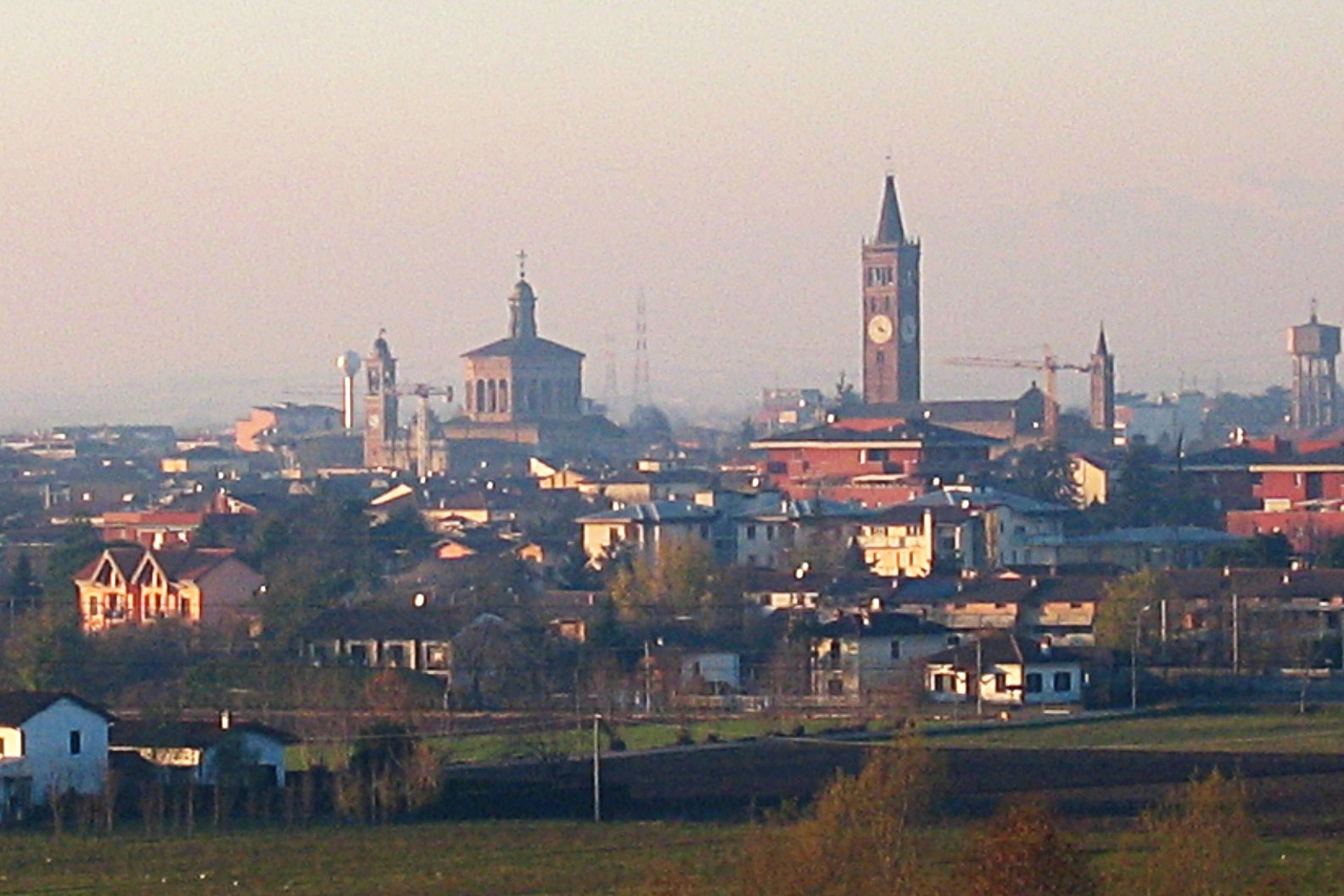
Treviglio
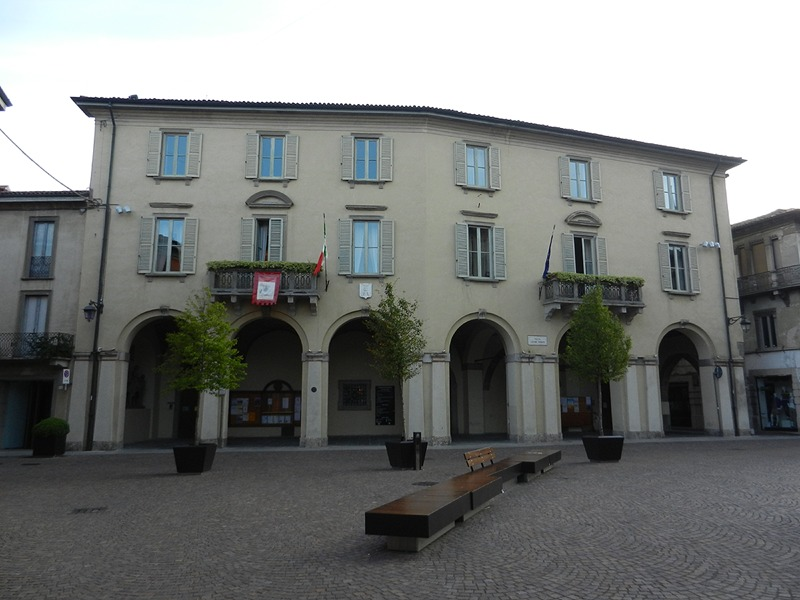
Rathaus
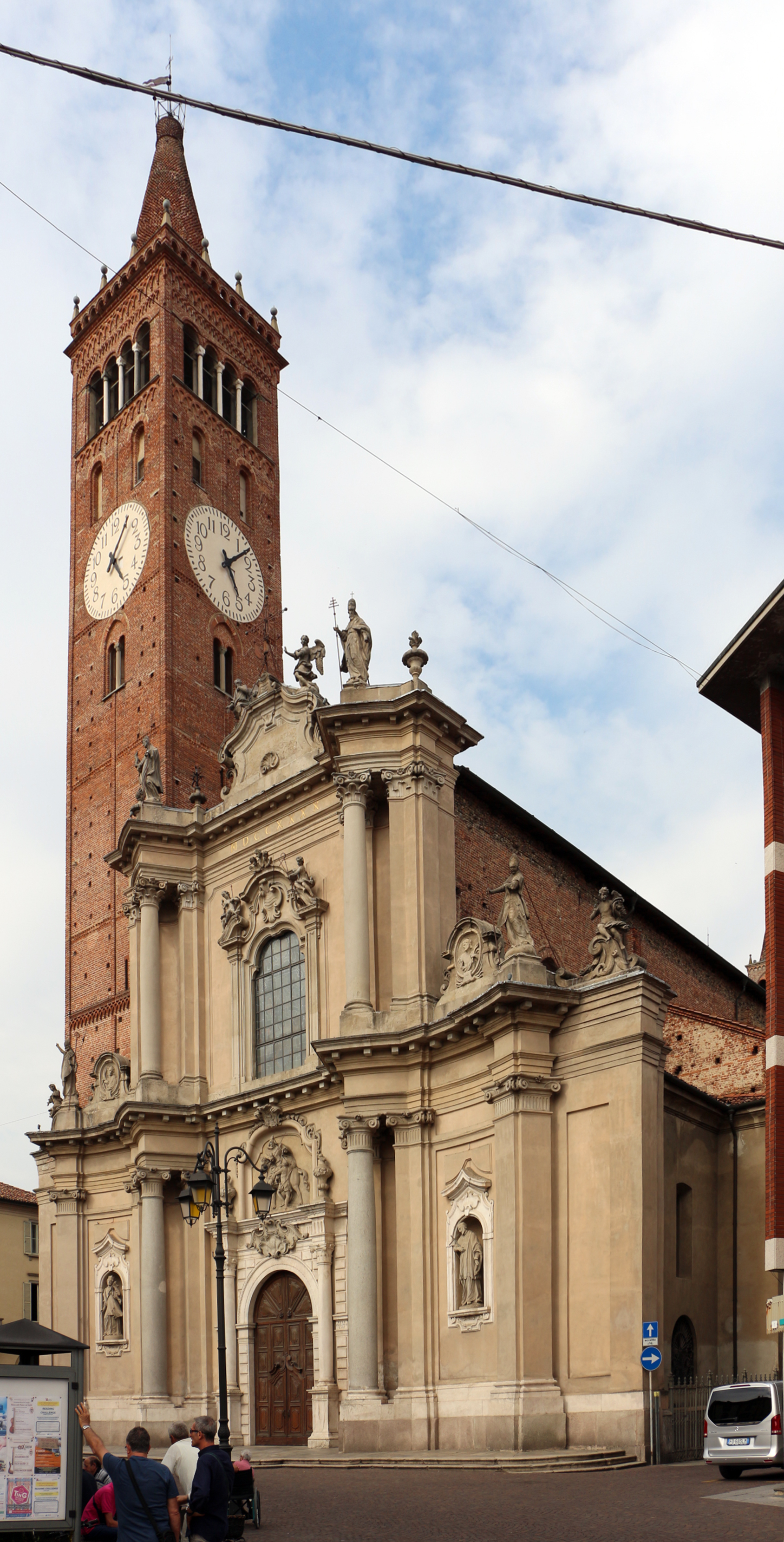
Basilika San Martino
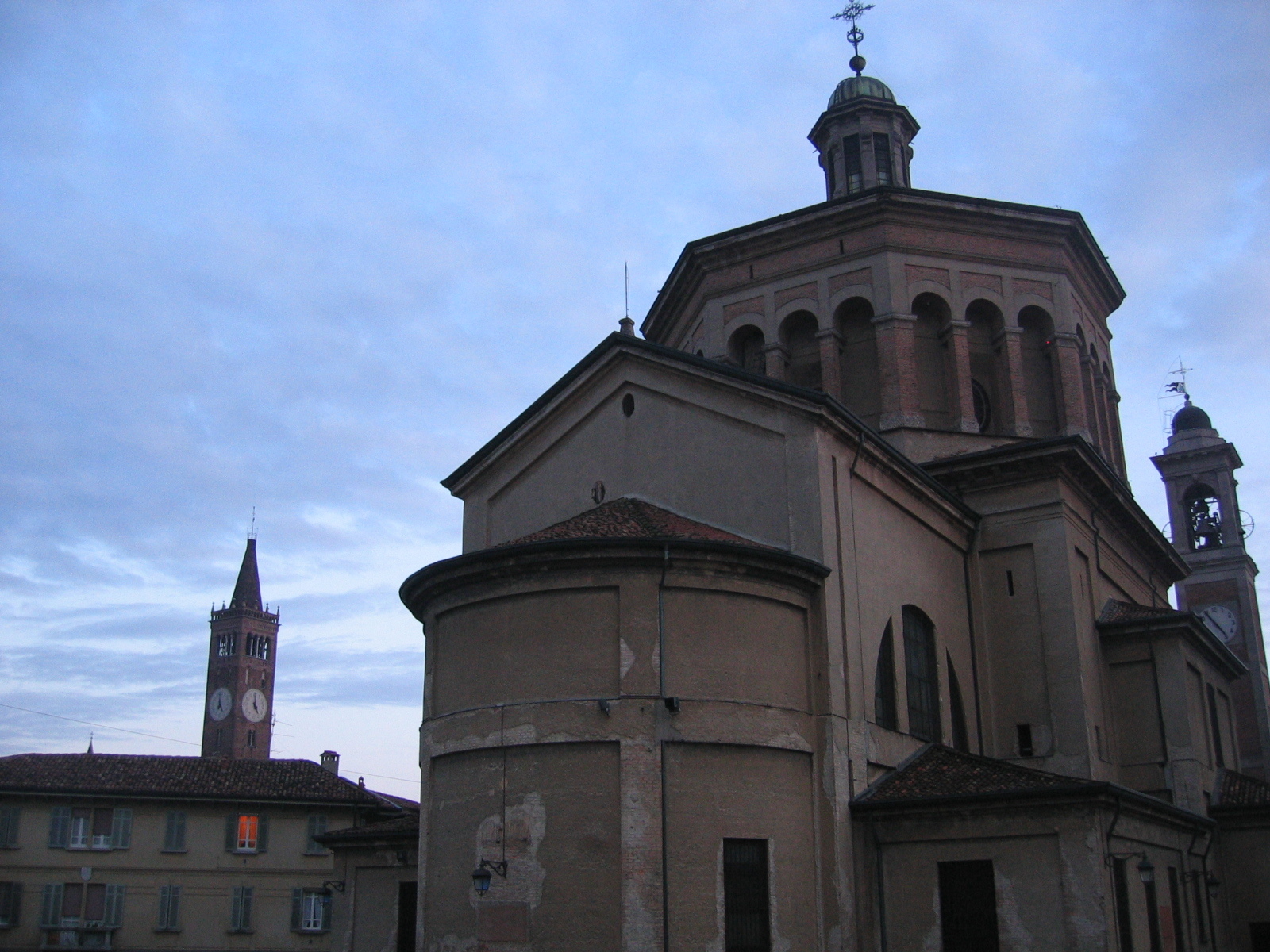
Santuario della Madonna delle Lacrime
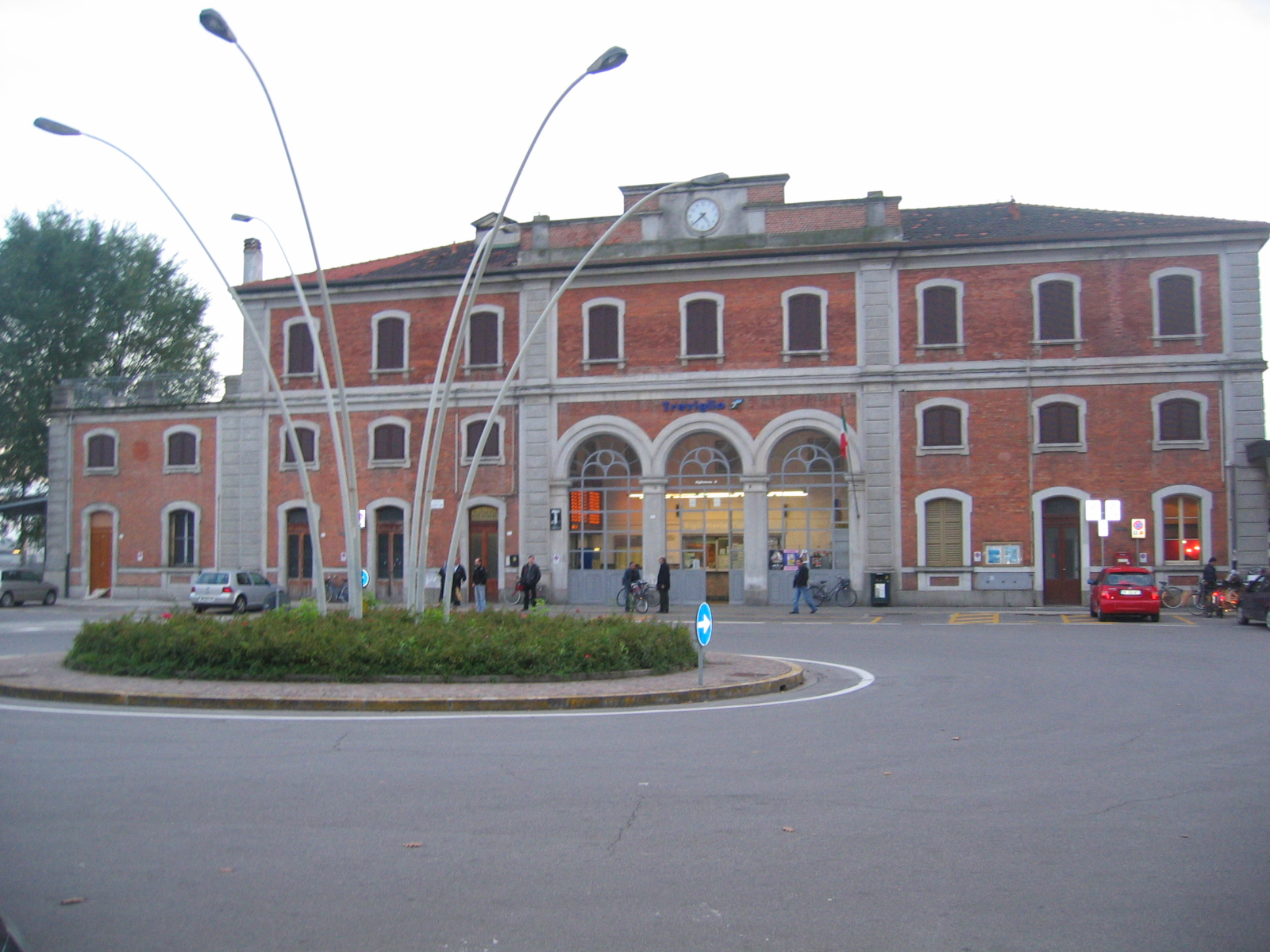
Hauptbahnhof Treviglio

## Städtepartnerschaften
- Lauingen (Donau),
- Romsey,

## Persönlichkeiten
- Ermanno Olmi (1931–2018), Filmregisseur
- Giuseppe Merisi (* 1938), Bischof von Lodi
- Giacinto Facchetti (1942–2006), Fußballspieler und -funktionär
- Marcello Zanatta (* 1948), Philosophiehistoriker
- Valeria Fedeli (* 1949), Politikerin
- Emanuele Merisi (* 1972), Schwimmer
- Andrea Lembo (* 1974), römisch-katholischer Ordensgeistlicher, Weihbischof in Tokio
- Marta Milani (* 1987), Leichtathletin
- Enrico Barbin (* 1990), Radrennfahrer
- Christian Mora (* 1997), Fußballspieler
- Vanessa Neigert (* 1992), Sängerin